# Distretto di Sfisef
Il distretto di Sfisef è un distretto della provincia di Sidi Bel Abbes, in Algeria.

## Comuni
Il distretto di Sfisef comprende 4 comuni:
- Sfisef
- Aïn Adden
- Boudjebaa El Bordj
- M'Cid